# Phalanger alexandrae
Phalanger alexandrae és una espècie de marsupial de la família dels falangèrids. És endèmic de Gebe Umera (Indonèsia).